# Тельца Леви

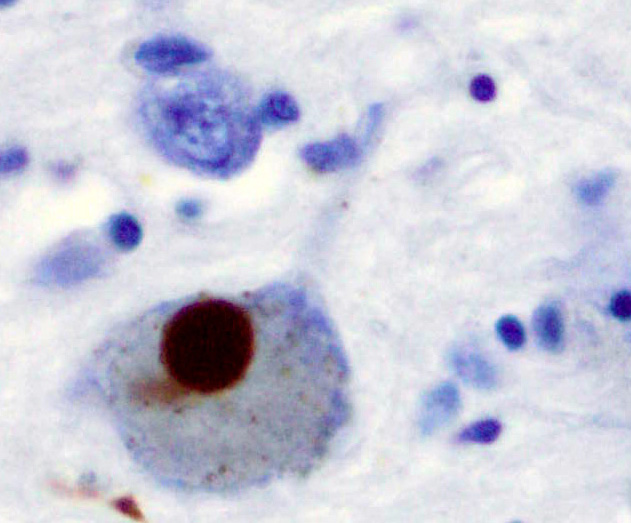
Окрашивание на альфа-форму белка синуклеина выделяет тельце Леви в нейроне.

Тельца́ Ле́ви — патологические белковые образования внутри нейронов.
Были впервые обнаружены немецким неврологом Фредериком Леви в 1912 году.
Существует два морфологических типа телец Леви:
- Классические тельца Леви, встречающиеся в базальных ганглиях.
- Корковые тельца Леви, скапливающиеся в коре височных и лобных долей мозга.

Классические тельца Леви представляют собой эозинофильные цитоплазматические включения, состоящие из плотного ядра, окруженного ореолом из радиально расходящихся фибрилл шириной в 10 нанометров. Корковые тельца Леви имеют менее устойчивую форму и лишены ореола волокон. Тельца Леви  состоят из различных белков, жирных кислот, полисахаридов.  Основными белковыми компонентами этих включений являются альфа-синуклеин, белки нейрофиламентов, убиквитин.